# La notte brava del soldato Jonathan
La notte brava del soldato Jonathan (The Beguiled) è un film del 1971 prodotto e diretto da Don Siegel. Il film ha come protagonisti Clint Eastwood, Geraldine Page ed Elizabeth Hartman, ed è tratto dal romanzo del 1966 L'inganno di Thomas P. Cullinan, alla base anche di un film omonimo del 2017 diretto da Sofia Coppola. Fu distribuito negli Stati Uniti il 31 marzo 1971 dalla Universal Pictures venendo ben accolto dalla critica ma ottenendo scarsi incassi in patria.

## Trama
Durante la guerra civile americana nel 1863, Amy, una studentessa dodicenne dell'educandato per giovani donne di Miss Martha Farnsworth nel Mississippi rurale, scopre un caporale dell'Unione gravemente ferito a una gamba, John McBurney. Lo porta al cancello della scuola dove la direttrice, Martha Farnsworth, prima insiste per consegnarlo alle truppe confederate ma poi decide di riportarlo in salute prima. Inizialmente viene tenuto rinchiuso nell'aula di musica della scuola e tenuto sotto sorveglianza. Edwina, l'insegnante che non ha avuto esperienze con gli uomini, prende subito in simpatia John, così come Carol, una studentessa diciassettenne che gli fa delle avance con aria esperta.
John inizia a legare con la maggior parte delle donne della casa, inclusa la schiava Hallie. Mentre affascina ciascuna di loro, l'atmosfera sessualmente repressa della scuola si riempie di gelosia e inganno, e le donne iniziano a litigare l'una con l'altra. Dopo che Carol, che in precedenza aveva baciato John, vede il soldato baciare Edwina in giardino, lega uno straccio blu al cancello d'ingresso della scuola per avvisare le truppe confederate della presenza di un soldato yankee. Quando una banda di soldati confederati lo vede mentre passa vicino alla scuola, Martha mente e aiuta John a fingere di essere un suo parente fedele alla Confederazione.
Anche Martha si innamora di John e gli chiede di rimanere nella scuola come tuttofare in modo da sostituire suo fratello, con il quale aveva una relazione incestuosa, e gli fa delle avance sessuali. John si dirige invece in camera di Carol, dove Edwina lo scopre mentre ha un rapporto sessuale con la ragazza. In un accesso di gelosia, lo picchia con un candelabro, facendolo cadere dalle scale e rompendogli gravemente la gamba in via di guarigione. Martha insiste che morirà di gangrena a meno che non gli amputino la gamba. Le donne lo portano quindi in cucina dove lo legano al tavolo, e Martha sega la gamba all'altezza del ginocchio. Quando John si sveglia e scopre che la sua gamba è stata amputata, va su tutte le furie, convinto che Martha abbia eseguito l'operazione per vendicarsi.
John, sotto chiave, convince Carol a liberarlo e si intrufola nella stanza di Martha, dove ruba una pistola e alcuni oggetti personali della donna comprese alcune lettere di suo fratello. Convinto che Martha abbia intenzione di tenerlo prigioniero, John affronta Martha a mano armata, rivendicando il controllo della casa e dichiarando la sua intenzione di andare a letto con qualunque ragazza lo desideri. Si ubriaca e poi affronta tutto l'educandato, rivelando di aver letto le lettere di Martha che implicano che avesse una relazione incestuosa con suo fratello e uccidendo in un impeto di rabbia la tartaruga domestica di Amy. Torna quindi nella sua stanza, dove Edwina lo segue e gli dichiara il suo amore per lui.
Nel frattempo, Martha convince le altre che devono uccidere John per impedirgli di denunciarle alle truppe dell'Unione che si sono accampate in vista della scuola. Martha chiede ad Amy di raccogliere i funghi che possono preparare "apposta per lui" e Amy dice che sa esattamente dove trovarne alcuni. A cena, John si scusa per le sue azioni ed Edwina rivela che lei e John hanno pianificato di lasciare la scuola e sposarsi. John mangia i funghi mentre le altre si passano la ciotola senza però prenderne, tranne Edwina. Quando quest'ultima inizia a mangiarne un po', Martha la blocca. John si rende conto di essere stato avvelenato, lascia la sala da pranzo disorientato e crolla nel corridoio. Il giorno seguente, le donne (inclusa la disperata Edwina) cuciono il suo cadavere in un sudario e lo portano fuori dal cancello per seppellirlo. Martha afferma che è probabilmente morto di infarto a causa della debolezza, e Amy nega di aver mai potuto raccogliere funghi velenosi per errore.

## Produzione
A Clint Eastwood fu data una copia del romanzo del 1966 dal produttore Jennings Lang, e rimase assorto per tutta la notte a leggerlo. Eastwood considerò il film come "un'opportunità per riprodurre emozioni vere e non totalmente melodrammatiche, e non accendere cannoni con i sigari". Albert Maltz fu chiamato a redigere la sceneggiatura, ma alla fine dei disaccordi portarono a una revisione della sceneggiatura da parte di Claude Traverse, che sebbene non accreditato, portò Maltz ad essere accreditato con lo pseudonimo di John B. Sherry. Maltz aveva originariamente scritto una sceneggiatura con un lieto fine, in cui il personaggio di Eastwood e la ragazza vivono felici e contenti. Sia Eastwood che il regista Don Siegel sentivano che un finale fedele a quello del libro sarebbe stato una dichiarazione contro la guerra più forte, e il personaggio di Eastwood sarebbe stato ucciso. Il film, secondo Siegel, tratta i temi del sesso, della violenza e della vendetta e si basa sul "desiderio fondamentale delle donne di castrare gli uomini", sebbene il tema centrale fosse l'impatto di un uomo che ha rapporti sessuali con più donne.
La Universal inizialmente voleva che Siegel girasse in uno studio al Disney Studios Ranch, ma Siegel preferì una tenuta della prima metà dell'800, vicino a Baton Rouge, nella parrocchia di Ascension: l'Ashland-Belle Helene Plantation, una casa storica costruita nel 1841, che fu una tenuta di piantagioni e casa di Duncan Farrar Kenner. Parti degli interni furono girati agli Universal Studios. Le riprese iniziarono nell'aprile 1970 e durarono 10 settimane.

## Distribuzione

### Edizione italiana
Il doppiaggio italiano fu eseguito dalla C.D. su dialoghi di Alberto Piferi. Sebbene nella versione originale il nome del protagonista sia John, in quella italiana viene talvolta chiamato Jonathan.